# Karel Josef Biener z Bienenberka
rytíř Karel Josef Biener z Bienenberka (4. listopadu 1731 Slaný – 20. ledna 1798 Včelní Hrádek, Jílové u Prahy) byl český vojenský inženýr, topograf a zakladatel české archeologie.

## Život
Studoval Stavovskou inženýrskou školu v Praze a po jejím absolvování vstoupil do armády. Na základě zásluh za sedmileté války se stal vrchním inženýrem generálního štábu. Podílel se na výstavbě pevnosti Hradec Králové a na mapování Čech, Moravy a Slezska.

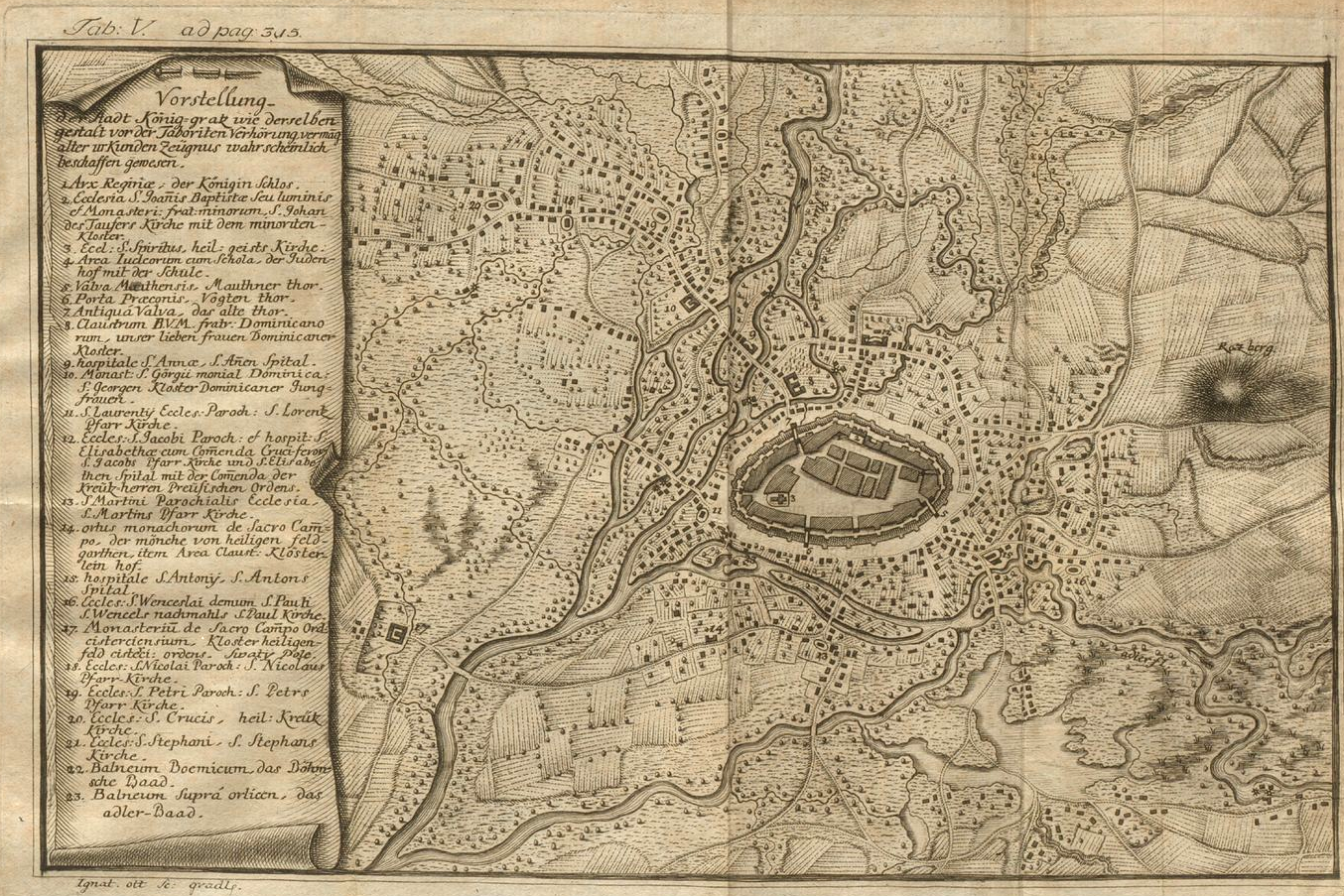
Mapa Hradce Králové v Geschichte der Stadt Königgrätz I., rytec Ignác Ott

Po odchodu z císařské armády se stal hejtmanem v Hradci Králové a poté i hejtmanem kouřimským. Za své zásluhy byl nejdříve povýšen do rytířského stavu (1769) a poté i do stavu svobodných pánů (1795), jehož vstoupení v platnost se již nedočkal. Při korunovaci Františka II. v Praze (1792) byl pasován na svatováclavského rytíře.
Prováděl také první archeologickou činnost v Čechách. Vytvořil první velkou archeologickou sbírku v Čechách, jejímž zdrojem byly dražby sbírek Rudolfa II., a vydal první katalog pravěkých nálezů v Čechách. Navrhoval opatření k záchraně archeologických nálezů a provádění systematického archeologického průzkumu. Jeho sbírky (archeologická , historické listiny a archiválie) po jeho smrti zanikly.
Byl autorem několika historických prací, věnoval se také sbírání a posuzování erbů[zdroj?].

## Dílo
- Abhandlung über die bei Podmokl im Jahre 1771 gefundenen Goldklumpen, Vydra, J., Prag 1777.
- Versuch über einige merkwürdige Alterthümer in Königreich Böhmen I. - III., Königgrätz 1778, 1779, 1785.
- Geschichte der Stadt Königgrätz I., Prag 1780. Dostupné online; reprint Nabusse Press 2010, ISBN 978-1146026116.